# Bildhauersymposion Heidenheim

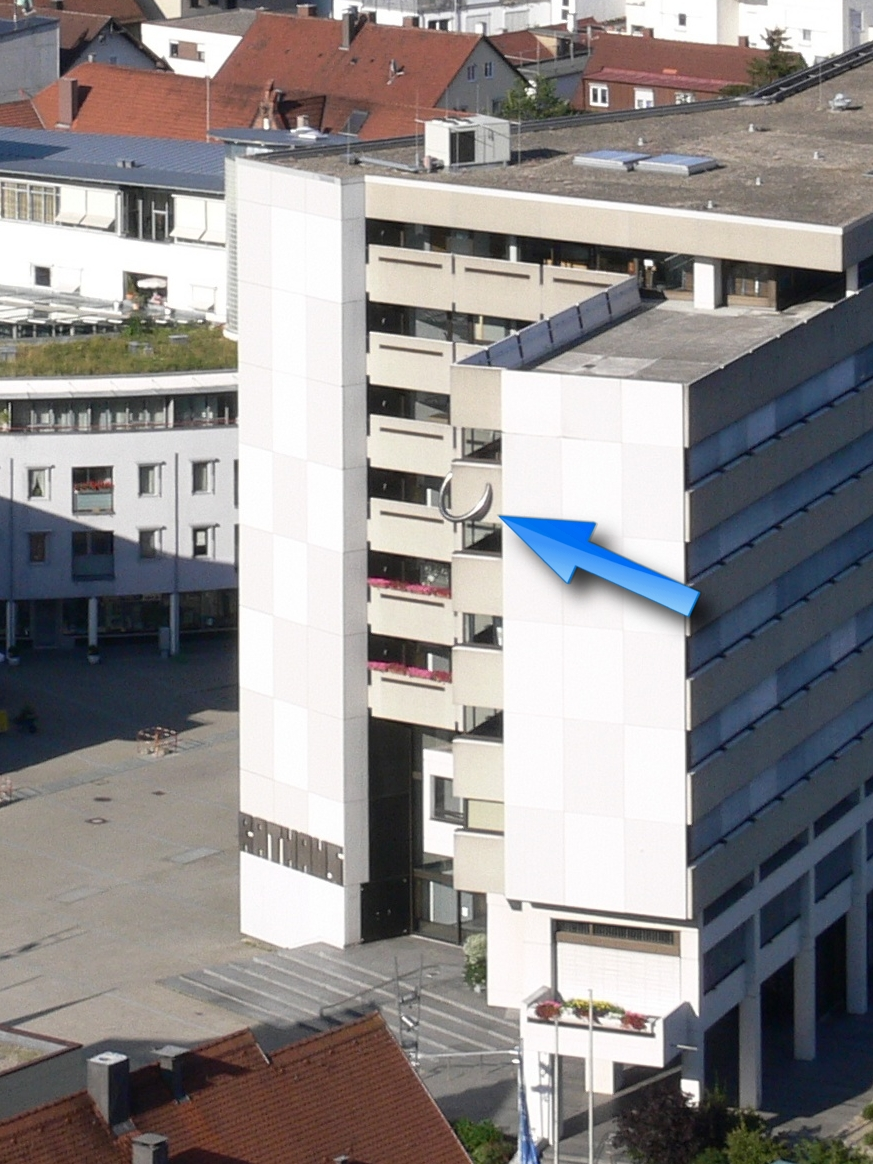
Platzierung des Kunstwerks der Künstlergruppe Inges Idee. Es ist ein Ring aus Edelstahl, der an der Rathausfassade von Heidenheim befestigt ist.

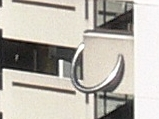
Detail des 2,40 m großen Rings an der Brüstung

Das Bildhauersymposion Heidenheim wurde erstmals im Jahre 1997 durchgeführt und fand in den Jahren 2001, 2004, 2007 und 2010 statt. Geplant wurde das erste Bildhauersymposion nicht als einmaliges Ereignis, sondern es war auf Kontinuität angelegt. Bei Abhaltung der Symposien kam es zu einer Kooperation von Künstlern und Unternehmungen in der Stadt Heidenheim an der Brenz.

## Konzeption
Die von einem Verein, dem Bildhauersymposion Heidenheim e.V., getragenen Symposien bieten alle vier Jahre Künstlern die Möglichkeit, aus dem Material, das in Betrieben verwendet und bearbeitet wird, eine künstlerische Skulptur zu fertigen. Die Betriebe haben Räumlichkeit, Material, Gerät und technische Möglichkeiten wie beispielsweise Werkzeuge, Maschinen und Transporthilfe zur Verfügung zu stellen. Die Künstler, die sich bewerben, stellen ihre Zeichnungen und Modelle einem Preisgericht vor, und dieses wählt fünf Bewerber aus. Ab 2004 wurde das Auswahlverfahren etwas geändert und ein zweistufiges Wettbewerbsverfahren bestimmt, wobei sechs Nominatoren jeweils einen Künstler vorschlugen. 
In den darauf folgenden nächsten Monaten arbeiteten die ausgewählten Bildhauer in dem jeweiligen Unternehmen an ihren Skulpturen und Projekten. Begleitend hierzu finden Podiumsdiskussionen, Vorträge oder Werkstattgespräche in Heidenheim statt. Die Teilnahme daran ist für die Künstler verpflichtend. Nach Vollendung der Kunstwerke wurden die geschaffenen Skulpturen im öffentlichen Raum ausgestellt und es wird ein Katalog erstellt. 
In diesem Symposion ging Gegenwartskunst und aktuelle Technologie eine ungewöhnliche Verbindung ein. Ferner müssen die Künstler mit den Materialien und Technologien arbeiten, die in dem jeweiligen Betrieb vorhanden sind und verwendet werden; das ist ein nicht abänderbare Teilnahmebedingung. Das Bildhauersymposion Heidenheim wird rein privat finanziert.

## Symposien
Bevor das erste Symposion stattfand, wurden drei anerkannte Persönlichkeiten ausgesucht, die zu den Materialien fünf Künstler ihrer Wahl benennen sollten. Es waren dies Jean-Christophe Ammann, Direktor des Museums für Moderne Kunst in Frankfurt am Main, Martijn van Nieuwenhuyzen, Kurator des Stedelijk Museum in Amsterdam und Harald Szeemann der Kurator des Kunsthaus Zürich. Des Weiteren wurde ein Künstlerischer Beirat, bestehend aus zwei Bildhauern und fünf weiteren Künstlern sowie aus weiteren Persönlichkeiten gegründet.

### Symposion 1997
Anlässlich des ersten Symposions trat die Jury am 19. Mai 1998 zusammen und vergab den ersten Preis an Russell Maltz, New York für seine Arbeit Painted/Stacked. Seine und die weiteren Arbeiten wurden der Öffentlichkeit nach dieser Preisvergabe der Öffentlichkeit vorgestellt. Beteiligt waren nachfolgende Künstler und Firmen:
| - Rolf Bier aus Hannover schuf für die Carl Edelmann GmbH & Co. KG, die Kartonagen herstellt, eine aus 53000 Papierschnipsel bestehende Skulptur in Form eines T-Shirts. Heidenheim an der Brenz hat 53000 Einwohner. - Russel Maltz aus New York stellte bei den Holzwerken Ziegler vier unterschiedlich geschichtete und bemalte Holzstapel, die an verschiedenen Orten der Stadt aufgestellt wurden. - Andrea Ostermeyer aus Köln ließ bei der Textilfirma C. F. Ploucquet eine Plastik aus Stoff "sleeping on your site I" anbringen, die eine Hausfront bedeckt. | - Dennis Podruell aus Paris schuf bei der Voith Unternehmensgruppe eine Stahlplastik, die die skulpturale Elemente, Raum und Stuhl, darstelle. - Ingo Vetter aus Berlin goss beim Bauunternehmen Mattern eine etwa zwei Meter hohe, breite und tiefe Beton- und Stahlskulptur, die kritischen Bezug auf das Rathaus nimmt, vor dem sie aufgestellt ist. |

### Symposion 2001
Das Bildhauersymposion im Jahre 2001 fand unter Beteiligung folgender Künstler statt:
| - inges idee ist eine Künstlergruppe, die an einer Ecke des Rathauses der Stadt Heidenheim an der Brenz in Höhe des siebten Stocks einen großen Edelstahlring im Durchmesser von etwa 2,4 m montierte. - Thomas Klegin schuf für die Carl Edelmann GmbH & Co. KG die Skulptur Unorte, die durch ihre Leere höchstens negativ auffällt. - Dragan Lovrinovic erbaute ein visuelles Rednerpult aus Edelstahl, das ein Symbol der politischen und religiösen Machtdemonstration darstellen soll. | - Jürgen Stimpfig strahlte Schaufenster von Heidenheimer Modegeschäften mit einem Sandstrahlgebläse teilweise blind und schuf einen Kontrast zu den sonst farbigen Auslagen. - János Sugár installierte für Aditech Flüssigkeitskristallanzeigen GmbH eine Senkrechte als einfachste Form für Senk- und Waagerecht, die in Heidenheim aus insgesamt fünf LCD-Leuchtanzeigen besteht, die an verschiedenen Stellen in der Innenstadt installiert sind. |

### Symposion 2004
Die Teilnehmer wurden in einem zweistufigen Wettbewerbsverfahren bestimmt, wobei sechs Nominatoren jeweils einen Künstler vorschlagen sollten. Unter 30 eingereichten Vorschlägen wurden folgende Künstler ausgewählt, die in den Heidenheimer Betrieben ihre Ideen umsetzten:
| - Carsten Gliese aus Münster veränderte mit Stahlverkleidungen die Gebäudefront bei der Franz Schuck GmbH. - Thorsten Goldberg aus Berlin gestaltete bei der Aditech GmbH, die Armaturen herstellt, eine fiktive Haltestation Nächster Halt Milch und Honig, die am oberen Ende eines vier Meter hohen Mastes eine elektronische Anzeigetafel mit täglich wechselnden Fahrtziele anzeigt. - Ute Hörner und Mathias Antlfinger aus Düsseldorf hinterließen bei der Aditech GmbH, die LC-Displays und Steuerung herstellt, Textbotschaften auf Polarisationsfolien, die nur durch Tragen spezieller Brillen sichtbar sind. | - Olaf Nicolai aus Berlin bepflanzte mit der Schiessle GmbH & Co. KG, Garten- und Landschaftsbau, eine ovale Freifläche an der Zufahrt zur Seewiesenbrücke im Camouflagemuster. - Klaus Simon aus Krefeld gestaltete in Zusammenarbeit mit der holzverarbeitenden Firma Matthäus Sturm GmbH eine Skulptur aus Holzbalken, welche in der Form eines Oktogons zusammengefügt wurden, sodass ein Käfig mit Kuppeldach entstand. |

### Symposion 2007
Im Jahre 2007 kam es zu einer Begegnung von Gegenwartskunst und aktueller Industrieproduktion, die ungewöhnliche Werke erbrachte.
Für das Heidenheimer Symposion des Jahres 2007 wurden nachfolgende Künstler benannt: 
| - Harald Kröner gestaltete für die Osram GmbH im Werk Autolampen mit 750 Glühlampen zwei Transitbereiche in einer Fußgänger- und Autounterführung. - Ulrich Genth und Heike Mutter formten für die Franz Schuck GmbH, die Armaturen herstellt, aus 200 Metern Plastikrohr eine verschlungene Skulptur, die auf einem mobilen Untersatz, einen LKW montiert wurde. - Rüdiger Stanko gestaltete für die Hummel Siebdruck und Werbetechnik GmbH & Co KG mittels Farbassoziationen nach einer Befragung der Stadtbevölkerung ein Wandbild. | - Ralf Werner baute bei der GBH Grundstücks- und Baugesellschaft AG das fensterlose Fachwerkhaus auf, das keine Funktion hat. |

### Symposion 2010
Der Wettbewerb für das Jahr 2010 begann im Juni 2009 und im Juli 2010 kamen die fünf Werke zur Aufstellung. Die Preisträger und die beteiligten Unternehmen sind:
| - Götz Arndt aus Luxemburg schuf die Skulptur Erl bei der Hartmann AG, die das Auto „als dem deutschen Manne liebstes Spielzeug“ kritisiert. - Michael Beutler aus Berlin erarbeitete die hohle Unendliche Säule aus Papier bei der Voith AG - Vanessa Henn aus Berlin erstellte bei der C.F. Maier GmbH & Co. KG den „Drop“ (Tropfen) in Form einer rosaroten Hülle, die einem überdimensionalen „Kaugummi“ gleicht. | - Tina O’Connell und Neal White aus London konzipierten für das Pressehaus Heidenheim ein Projekt mit dem Projekttitel Where is Heidenheim? bei dem Heidenheimer Lokalzeitungen im Grunde nachrichtlich „irrelevanten“ Seiten aus ausländischen Zeitungen für Heidenheimer Zeitungsleser abdrucken. Abgedruckt werden sie in der Sprache des jeweiligen Auslands und sie werden parallel dazu übersetzt. - Stefan Sous aus Düsseldorf goss aus rund 40 Einzelteilen eine metallene Skulptur aus einzelnen Alltagsgegenständen, den „Sperrmüllhaufen“. Dies geschah in aufwendiger Kleinarbeit bei SHW Casting Technologies im Werk in Wasseralfingen. Dem Werk verlieh Sous den Titel „Privatbesitz“. |